# Serhij (Michajlenko)
Serhij (světským jménem: Olexandr Olexandrovyč Michajlenko; * 29. července 1975, Doněck) je Ukrajinské pravoslavné církve Moskevského patriarchátu, arcibiskup bolhradský a vikář oděské eparchie.

## Život
Narodil se 29. července 1975 v Doněcku.
Po střední škole studoval obor radioelektronika. Roku 1993 nastoupil na Oděský duchovní seminář a roku 1997 byl přijat mezi bratry Illinského monastýru v Oděse. Dne 20. dubna 1997 jej metropolita Agafangel (Savvin) postřihnul na monacha se jménem Serhij na počest svatého Sergeje Radoněžského. Dne 29. dubna byl rukopoložen na jerodiákona a 5. června na jeromonacha.
Dne 1. dubna 1998 se stal blagočinným monastýru a 20. dubna byl povýšen na igumena. Od stejného roku přednášel na Oděském duchovním semináři. Dne 4. května 2000 byl povýšen na archimandritu.
Roku 2001 dokončil Kyjevskou duchovní akademii. 
Dne 1. března 2001 byl jmenován představeným chrámu Tichvinské ikony Matky Boží a 12. června 2002 představeným Izmajilského monastýru.
Dne 27. října 2015 jej Svatý synod Ukrajinské pravoslavné církve zvolil biskupem bolhradským a vikářem oděské eparchie. Biskupská chirotonie proběhla 15. listopadu v chrámu Proměnění Páně. Hlavním světitelem byl metropolita kyjevský a celé Ukrajiny Onufrij (Berezovskyj), který ho 17. srpna 2021 povýšil na arcibiskupa.